# Orangeville (Pennsilvània)
Orangeville és una població dels Estats Units a l'estat de Pennsilvània. Segons el cens del 2000 tenia 500 habitants.

## Demografia
Segons el cens del 2000, Orangeville tenia 500 habitants, 146 habitatges, i 95 famílies. La densitat de població era de 449 habitants/km².
Dels 146 habitatges en un 31,5% hi vivien nens de menys de 18 anys, en un 54,1% hi vivien parelles casades, en un 9,6% dones solteres, i en un 34,9% no eren unitats familiars. En el 29,5% dels habitatges hi vivien persones soles l'11% de les quals corresponia a persones de 65 anys o més que vivien soles. El nombre mitjà de persones vivint en cada habitatge era de 2,49 i el nombre mitjà de persones que vivien en cada família era de 3,12.
Per edats la població es repartia de la següent manera: un 20,2% tenia menys de 18 anys, un 6,6% entre 18 i 24, un 21,4% entre 25 i 44, un 20,6% de 45 a 60 i un 31,2% 65 anys o més.
L'edat mediana era de 47 anys. Per cada 100 dones de 18 o més anys hi havia 79,7 homes.
La renda mediana per habitatge era de 35.000 $ i la renda mediana per família de 43.542 $. Els homes tenien una renda mediana de 31.458 $ mentre que les dones 20.875 $. La renda per capita de la població era de 17.167 $. Entorn de l'1% de les famílies i el 6% de la població estaven per davall del llindar de pobresa.

## Poblacions més properes
El següent diagrama mostra les poblacions més properes.